# サヤマスゲ
サヤマスゲ Carex hashimotoi はカヤツリグサ科スゲ属の植物の1つ。分布域の限られた小型の種である。

## 特長
小さいがまとまった株を作り、時に匍匐枝を出す小柄な草本。草丈は5 - 15センチメートル（cm）ほど。葉は幅3 - 5ミリメートル（mm）、花が咲いた後に伸び出す。基部の鞘は淡い色で、株際には昨年の葉が残る。
花期は4 - 5月。花茎は葉より高く伸び出さない。花茎の苞は鞘があり、葉身部は発達せず棘状になっている。花序は花茎先端の頂小穂が雄性で、それ以下から出る側小穂は雄性。側小穂は頂小穂のすぐ下ややや下から出るものもあるが、花茎の基部の方から出るものがあり、その雌小穂にはとても長い柄がある。頂生の雄小穂は線柱形で長さ0.5 - 1 cm、柄がある。雄花鱗片は緑を帯びた白色で先端は鈍く尖る。側性の雌小穂は楕円形で長さ0.5 - 1.5 cm。雌花鱗片は果胞より短く、緑を帯びた白で先端は鋭く尖る。果胞は長さ3.5 - 4 mm、楕円形で明瞭な脈があり、表面には短い毛が一面にある。先端部は短い嘴になり、その先端の口はくぼんだ形になる。基部の側は長い柄の形になる。その内側の痩果は果胞に密着し、卵形で長さ2 mm、基部は長い柄になっている。柱頭は3つに分かれる。
記載者のOhwiによると学名の種小名は採集者である大津高等女学校の橋本忠太郎にちなむとのことで、本種が小柄な上にその穂が葉の間に隠れて見つけにくいので、それをよく注意して採集した、との賞賛を添えて述べている。タイプ産地はOhmi の mt. Tanokamiyamaとされており、和名の方の意味については述べられていない。

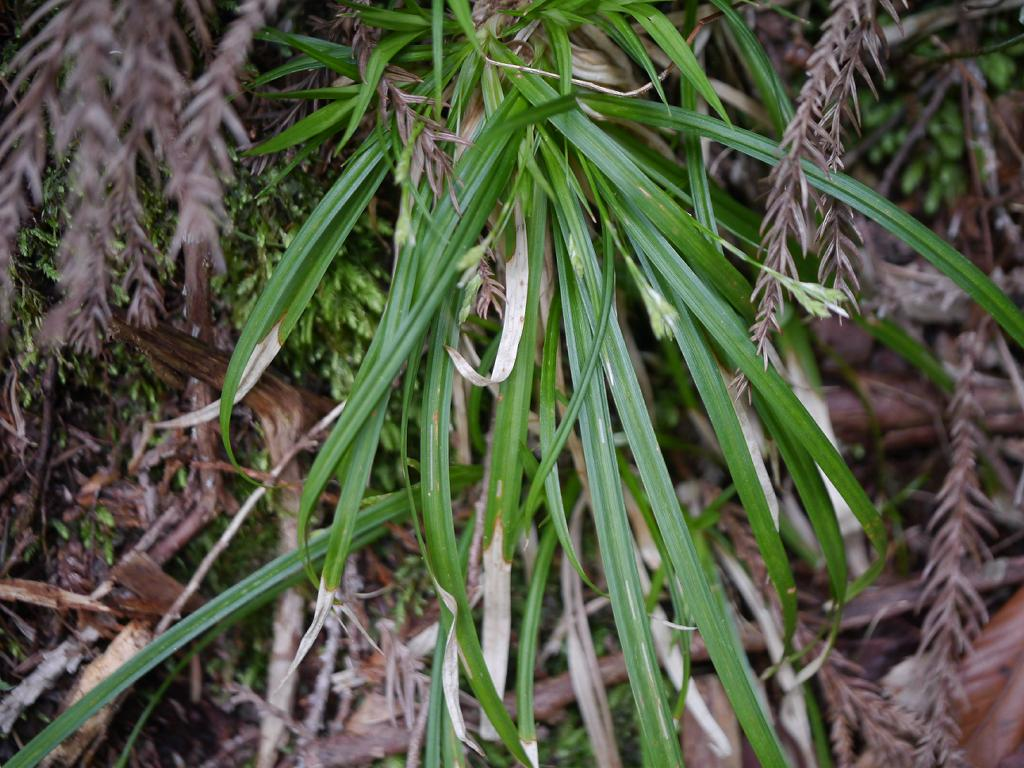
上から見た姿
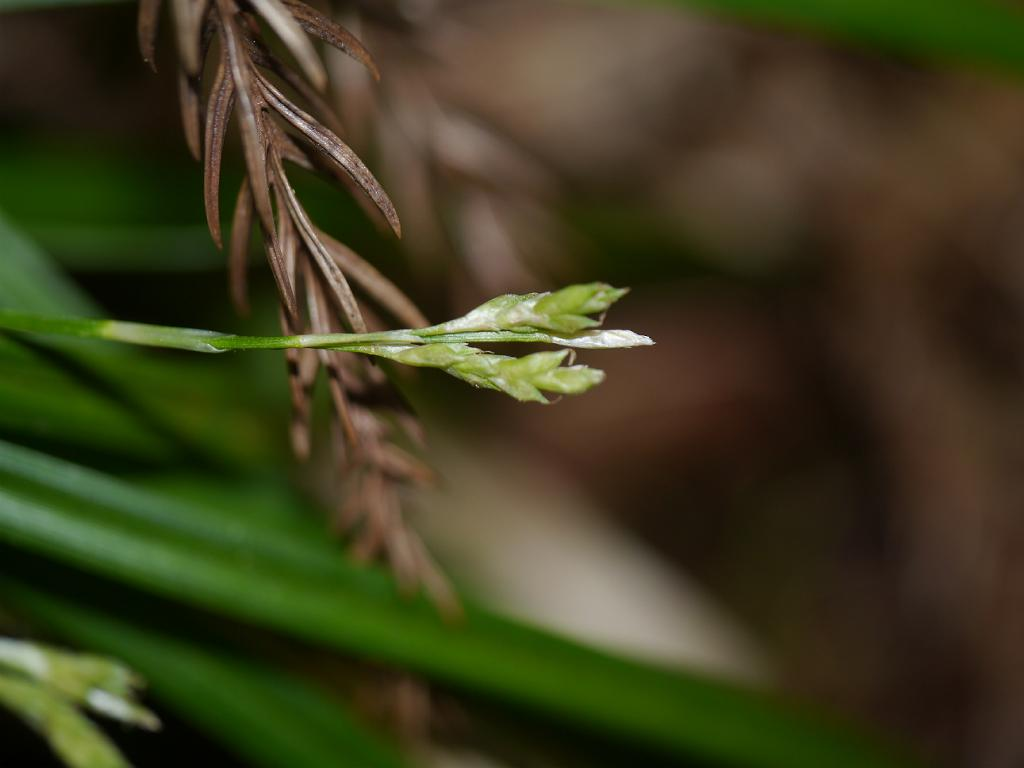
花序の先端部
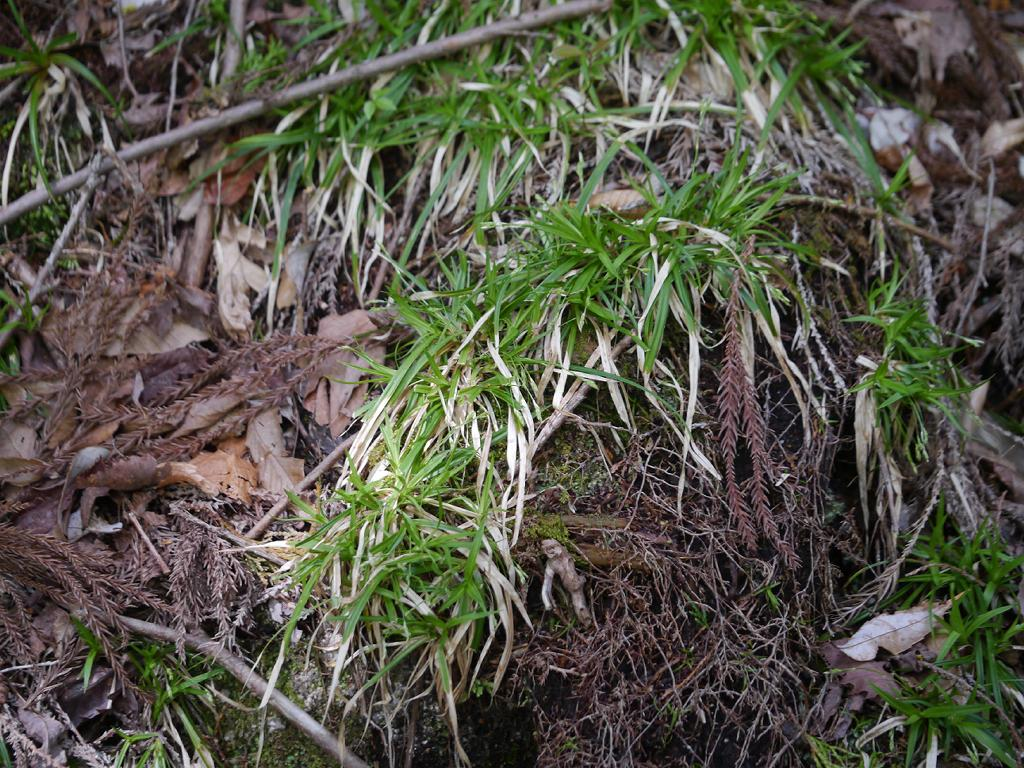
生育地の様子

## 分布と生育環境
日本固有種であり、本州の、それも長野県、岐阜県、滋賀県に渡る地域からのみ知られる。ただし長野県では木曾地域までしか分布しない。
森林、林縁の斜面に生育する。また岩場にもよく見られる。

## 保護の状況
環境省のレッドリストでは絶滅危惧II類（VU）に指定されている。県単位のそれでは長野県と滋賀県、つまり分布域の両端で指定されている。

## 近似種など
本種は小型であり、鞘や小穂の鱗片などに赤系や褐色系などの着色がなく、そんな点では類似している種として例えば勝山(2017)はアオスゲ類を、星野他(2011)ではシバスゲ節(本書ではシバスゲをヌカスゲ節としており、これは記述の誤りと思われる。ヌカスゲ節にはアオスゲも含まれている)をあげており、原記載ではマメスゲやハガクレスゲ(いずれもヌカスゲ節)の名を挙げている。
ただし原記載でもこの一方で果胞や痩果に柄があることなどで明らかにこれらとは系統が遠く、むしろヒカゲスゲ節 Sect. Digitatae のアズマスゲなどに近縁との判断が書かれており、星野他(2011)や勝山(2017)もこの判断を踏襲している。アズマスゲ C. lasiolepis はやはり小柄なスゲで、果胞のみでなく全株に軟毛が生えている。花茎基部から長い柄を持つ雌小穂が出る点なども本種と似ている。ただしこの種では葉の基部の鞘こそ淡色であるが、雄花鱗片、雌花鱗片共に暗赤褐色に強く着色している。この種のみでなく現在この節に含まれる本種以外の種は小穂の鱗片や基部の鞘が着色するもので、本種のように全体が緑のものはその点で特殊である。